# Бомбардировка Любека

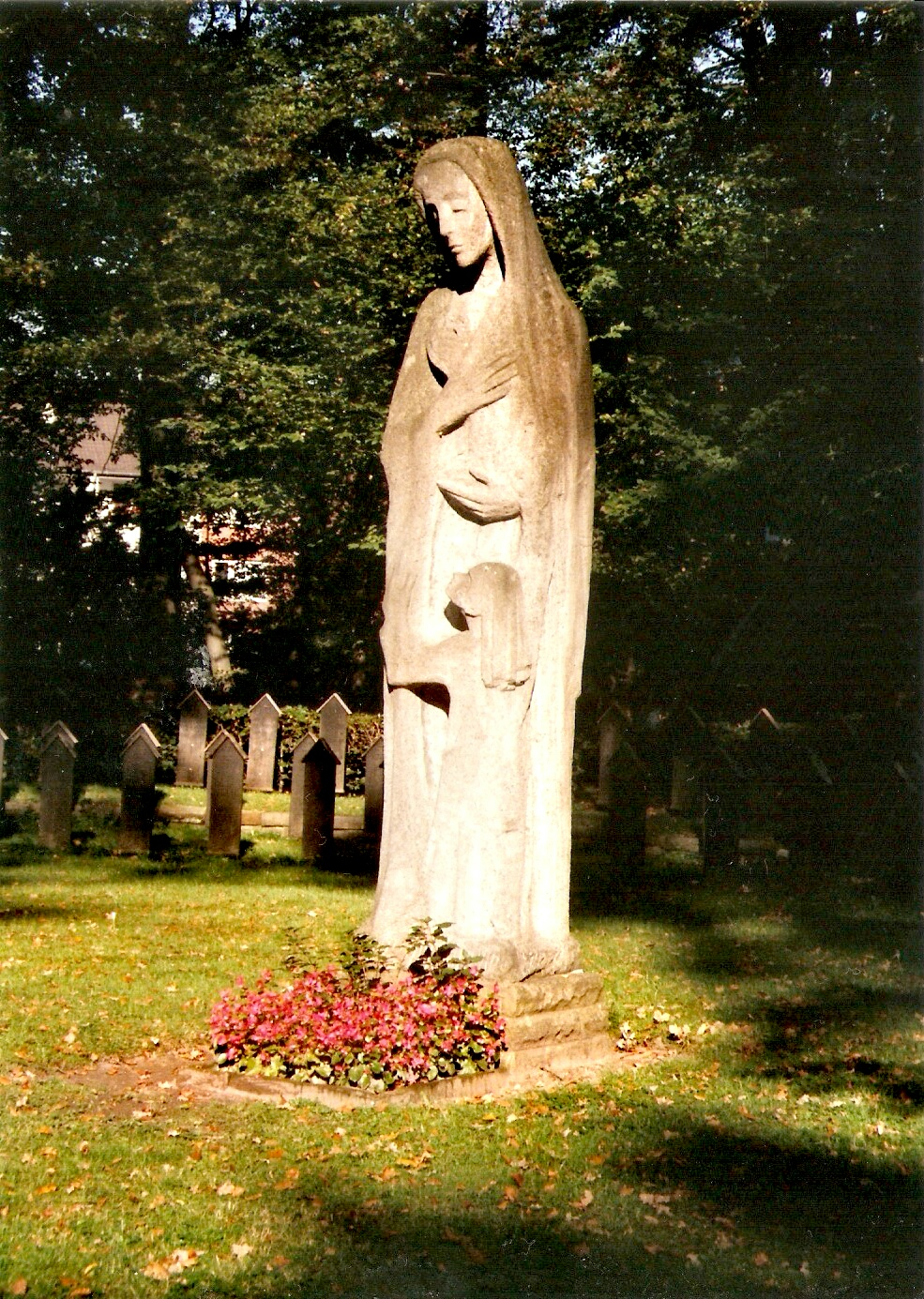
«Мать», памятник жертвам воздушного налета на Любек, 29 Март 1942

Бомбардировка Любека (англ. Bombing of Lübeck) — бомбардировка города, проведённая военно-воздушными силами Великобритании 28—29 марта 1942 года.
Налёт на Любек считается «ответом» Британии на бомбардировки Германией английских городов. С точки зрения британского командования, он тогда считался крупным успехом британской бомбардировочной авиации на немецкие города во Второй мировой войне. За налетом на Любек последовали налеты на Гамбург, Бремен и другие города Германии, вплоть до налета на Дрезден.
Любек, расположенный на берегу Балтийского моря, экипажам самолётов было легко найти благодаря тому, что в полнолуние была хорошая видимость и воды рек отражали свет луны. Ночью 28 марта и в ранние часы 29 марта (вербное воскресенье) 1942 года 234 бомбардировщика Vickers Wellington и Short Stirling сбросили около 400 тонн бомб, в том числе 25 тысяч зажигательных устройств. Королевские ВВС потеряли 12 самолётов.
Небольшое число зенитных батарей ПВО позволяли экипажам многих самолётов производить бомбометание, снижаясь до 600 метров (2 000 футов). Авианалёт проходил в три волны, самолёты первой волны с навигационной системой Gee, управляемые опытными пилотами, достигли Любека в 23.18., рейд завершился в 02.58. Хотя Любек находился вне пределов действия системы Gee, она помогла при навигации. Экипажи 192 самолётов доложили об успешном поражении целей.
Сначала с бомбардировщиков сбрасывались фугасные бомбы, разрушавшие крыши домов, затем в образовавшиеся проёмы — зажигательные. Согласно британским данным, 1 468 (7,1 %) зданий было разрушено, 2 180 (10,6 %) — серьёзно повреждено и 9 103 (44,35) получили небольшие повреждения. Бомбы проложили «коридор» с юга на север около 300 м в ширину: от кафедрального собора Святого Николая — до церкви Святого Петра и далее — до ратуши и церкви Святой Марии. Немецкая полиция сообщила, что 301 человек был убит, 3 пропали без вести, 783 ранено и более 15 000 (около 10 % населения города) потеряли жильё. Под бомбами и в пожарах также погибли многие исторические и художественные ценности бывшей столицы средневековой Ганзы.

Любек после бомбардировки

Артур Харрис заявил, что «Любек сгорел в огне», потому что «он был городом средних размеров, имевшим некоторое значение как порт с расположенными поблизости доками для постройки подводных лодок. Он не был целью первостепенной важности, однако мне кажется, что лучше уничтожить средний промышленный город, чем потерпеть неудачу при попытке разрушить крупный». По словам Харриса, потери в 5,5 % от числа атакующих самолётов были не больше, чем ожидалось в светлую лунную ночь, однако, если бы такой уровень потерь установился в течение длительного времени, то силы бомбардировочного командования Королевских ВВС не смогли бы выполнять задачи в полном объёме.
Известно о казни группы из четырёх священнослужителей Любека (трёх священников-католиков и одного пастора-евангелиста), арестованных после авианалёта. Один из них во время проповеди на следующий день сказал, что бомбардировка является «божьим судом». Суд признал эту речь антиправительственной, как подрывающей мораль и идущей на пользу врагу. 10 ноября 1943 года священники были обезглавлены в гамбургской тюрьме.
Всемирно известный гражданин города, нобелевский лауреат, писатель Томас Манн, находившийся в вынужденной эмиграции в США, чье фамильное гнездо «Будденброк-Хаус» также был в результате налета разрушен, объяснил налёт возмездием нацистской Германии за её бесчеловечные преступления против мирного гражданского населения Европы.
В день памяти о бомбардировке в город Любек съезжаются неонацисты Севера Германии и пытаются провести по городу «марш памяти». Городские власти запрещают их марш. А чтобы не дать отдельным группам неонацистов всё-таки пройти в центр города, представители левой и либеральной общественности собирают антидемонстрацию и занимают ею ключевые места на карте города, запланированные нацистами. В современной истории города было немало случаев, когда буфером между двумя демонстрациями приходилось быть полиции. Случались и столкновения.